# حمزة شيماييف
حمزة خيزاروفيتش شيماييف (بالشيشانية: Хизар ВоӀ Хамзат؛ بالروسية: Хамзат Хизарович Чимаев؛ مواليد 1 مايو 1994) هو مُقاتل فنون قتالية مختلطة روسي–إماراتي من عرق شيشاني يُنافس في فئة الوزن المتوسط في يو إف سي، حيث يُعد بطل يو إف سي للوزن المتوسط الحالي. في المصارعة الحرة شيماييف هو بطل وطني سويدي ثلاث مرات. اعتبارًا من 19 أغسطس 2025، يحتل المركز 4 في تصنيفات يو إف سي لأفضل المقاتلين في جميع الأوزان.

## النشأة والتعليم
وُلد شيماييف في الشيشان، حيث بدأ المصارعة عندما كان في الخامسة من عمره. حصل على ميدالية برونزية في البطولة الوطنية الروسية على مستوى الناشئين. في عام 2013، عندما كان يبلغ من العمر 19 عامًا، هاجر إلى السويد مع والدته، والتحق بأخيه الأكبر.

## المسيرة في المصارعة
بعد انتقاله إلى السويد، تصارع شيماييف في أندية متعددة، بما في ذلك بي كيه أثينا. يعتبر شيماييف أحد أفضل المصارعين في البلاد، وقد فاز بميدالية ذهبية في البطولة الوطنية السويدية للسباحة الحرة لعامي 2016 و2017 بوزن 86 كجم، وفي عام 2018 فعل ذلك بوزن 92 كجم. قدم شيماييف سلسلة من العروض المهيمنة في البطولة، حيث حصد رصيد 12–0. شارك شيماييف في عدد قليل من بطولات الجودو وفي أربع نزالا سامبو قتالية.
تنافس شيماييف ضد زميله المنافس في يو إف سي جاك هيرمانسون في مباراة مصارعة حرة في 19 نوفمبر 2021، في البلدغ ليلة القتال 9 ومقرها السويد، وفاز بالنقاط.

## المسيرة في فنون القتال المختلطة
بدأ حمزة التدريب لأول مرة للفنون القتالية المختلطة عندما كان عمره 23 عامًا. يتدرب في مركز كل النجوم للتدريب في ستوكهولم، جنبًا إلى جنب مع منافس بطولة بطولة القتال النهائي للوزن الثقيل ثلاث مرات ألكسندر غوستافسون وإلير لطيفي ورضا مدادي من بين آخرين. أخبر غوستافسون (أحد زملائه الرئيسيين في التدريب) مراسلًا سويديًا أن حمزة كان من أفضل المقاتلين الذين تدرب معهم على الإطلاق، خلال مؤتمر صحفي في يونيو 2019.

### المسيرة المبكرة
في مقابلة مع إي إس بي إن، ادعى شيماييف أنه كان مصدر إلهام لبدء التدريب في فنون القتال المختلطة خلال ليلة في العمل حيث أخذ استراحة لمدة 15 دقيقة لمشاهدة الحدث الرئيسي ألدو ضد ماكغريغور. صرح شيماييف، «كنت أشاهد قتاله [ماكغريغور]. كنت أشاهده وهو يقاتل ألدو. كنت جالسًا في الليل وأعمل. كنت أستريح لمدة 15 دقيقة وشاهدت قتاله. أنا دائمًا أنظر إلى ذلك كما لو كان الرجال يكسبون الكثير من المال مثل الملايين وهذه الأشياء، لماذا لا أستطيع فعل ذلك الآن. أنا مقاتل، أنا محارب ولدي شيء مميز بداخلي. كان علي أن أجد طريقة ما وأخرج هذا لإظهاره إلى الناس.»
بين سبتمبر 2017 وأبريل 2018، خاض شيماييف ثلاث نزالات في فنون القتال المختلطة للهواة. أولها كان ضد بطل العالم المستقبلي في الاتحاد الدولي لفنون القتال المختلطة خالد لعلام، الذي هزمه بالإخضاع في الجولة الثانية. لقد فاز في نزاليه التاليين للهواة، واحدة عن طريق الإخضاع والأخرى بالضربة الفنية القاضية، وأكمل مسيرته المهنية مع سجل 3–0.
أصبح شيماييف محترفًا في 26 مايو 2018، في ساحة القتال الدائري الدولي 14، ضد جارد أولفي ساجين. فاز بالنزال عن طريق الضربة الفنية القاضية في الجولة الثانية. جرت معركة شيماييف التالية في 18 أغسطس 2018، ضد أولي ماجنور في نادي القتال راش 3. وفاز عن طريق الإخضاع بخنق خلفي عارٍ في وقت متأخر من الجولة الأولى.

### اتحاد القتال الشجاع
بعد خوض أول نزالين احترافيين له في السويد، وقع شيماييف مع منظمة الشرق الأوسط اتحاد القتال الشجاع. كان من المقرر أن يقوم بأول ظهور له في المنظمة ضد بنيامين بينيت في 16 نوفمبر 2018، في برايف إف سي 18. ومع ذلك، انسحب بينيت من النزال وتم استبداله بمقاتل غير مهزوم وهو ماركو كيسيتش. فاز شيماييف بالنزال عن طريق الضربة الفنية القاضية في الجولة الأولى بعد أن أسقط خصمه بيده اليسرى.
حقق شيماييف تحولًا سريعًا في نزاله التالي عندما واجه سيدني ويلر في وقت قصير في 22 ديسمبر 2018، في برايف إف سي 20، ليحل محل المصاب ليون أليو. فاز بالنزال عن طريق الضربة الفنية القاضية في 35 ثانية من الجولة الأولى.
ثم قاتل إكرام أليسكروف في 19 أبريل 2019، في برايف إف سي 23. كان هذا أول ظهور لشيماييف في فئة وزن الوسط. فاز بالنزال عن طريق الضربة القاضية بعد لكمة صاعدة في الجولة الأولى. أكسبه هذا الأداء جائزة برايف لأفضل ضربة قاضية في الليلة.
جاء نزاله الرابع ضد مزوانديل هلونجوا في 4 أكتوبر 2019، في برايف إف سي 27. فاز شيماييف بالنزال عن طريق الإخضاع في الجولة الثانية.
كان من المتوقع أن يتحدى شيماييف جراح السيلاوي على لقب بطولة بريف لوزن الوسط في 18 أبريل 2020، في برايف إف سي 37، والذي سيكون أول حدث للمنظمة في مسقط رأس شيماييف في ستوكهولم، السويد. ومع ذلك، سيتم تأجيل الحدث بسبب جائحة فيروس كورونا وتم إلغاء النزال تمامًا عندما وقع شيماييف مع يو إف سي بدلاً من ذلك.

### يو إف سي
ظهر شيماييف لأول مرة في المنظمة في نزال في الوزن المتوسط ضد جون فيليبس، ليحل محل دوشكو تودوروفيتش، في 16 يوليو 2020، في يو إف سي على إي إس بي إن 13. فاز بالنزال عن طريق الإخضاع في الجولة الثانية. أكسبه هذا الفوز جائزة أداء الليلة.
بعد عشرة أيام من القتال ضد فيليبس، واجه شيماييف الوافد الترويجي الجديد ريس ماكي في وزن الوسط في 25 يوليو 2020، في يو إف سي على إيه أس بي أن 14. فاز بالنزال بالضربة الفنية القاضية في الجولة الأولى. حصل على جائزة مكافأة أداء الليلة الثانية. يمثل هذا الفوز أيضًا رقمًا قياسيًا جديدًا في يو إف سي لأسرع انتصارات متتالية في تاريخ يو إف سي الحديث (عشرة أيام)، على الرغم من أن سجل يو إف سي الرسمي لا يزال يحتفظ به رويس غراسي، الذي حقق أربعة انتصارات متتالية خلال ليلة واحدة في يو إف سي 2.
أفيد في 6 سبتمبر 2020، أن شيماييف سيشهد تحولًا سريعًا آخر حيث تم حجزه لمواجهة جيرالد ميرشارت في 19 سبتمبر 2020، في يو إف سي ليلة القتال 178. فاز في النزال ضد ميرشارت بالضربة القاضية بعد 17 ثانية فقط من الجولة الأولى. أكسبه هذا الفوز جائزة أداء الليلة الثالثة على التوالي. وقد أكسبه هذا أيضًا رقمًا قياسيًا جديدًا، حيث كان أسرع ثلاثة انتصارات متتالية في تاريخ يو إف سي الحديث (66 يومًا).
كان من المقرر أن يواجه شيماييف ليون إدواردز في الحدث الرئيسي ليو إف سي ليلة القتال 183 في 19 ديسمبر 2020. وبين ذلك، تمت إضافة شيماييف إلى تصنيفات الوزن المتوسط في يو إف سي، حيث دخل في المركز الخامس عشر. في 29 نوفمبر، أُعلن أن نتيجة اختبار شيماييف كانت إيجابية لكوفيد-19، وأُعلن أن النزال في خطر. في 1 ديسمبر، ثبتت إصابة إدواردز أيضًا بكوفيد-19 وتم تأجيل النزال لاحقًا. في 22 ديسمبر، تم الإعلان عن إعادة جدولة النزال ليوم 20 يناير 2021، في يو إف سي ليلة القتال 185. بعد ذلك، انسحب شيماييف من النزال في 29 ديسمبر للتعافي من فيروس كورونا. ونتيجة لذلك، تم إلغاء النزال للحظات. تمت إعادة جدولة الثنائي مرة أخرى ليتصدر العنوان الرئيسي يو إف سي ليلة القتال 187، في 13 مارس. ومع ذلك، في 11 فبراير، أعلن رئيس يو إف سي دانا وايت عن إلغاء النزال مرة أخرى بسبب معاناة شيماييف من الآثار المستمرة لفيروس كوفيد-19.
في 1 مارس 2021، أعلن على إنستغرام اعتزاله الرياضة بسبب مضاعفات في الرئة ناجمة عن كوفيد-19. خرج دانا وايت لاحقًا وقالت إن شيماييف لم يعتزل وكان عاطفيًا فقط بعد تعرضه لتأثيرات بريدنيزون على رئتيه أثناء جلسة التدريب.
عاد شيماييف لمواجهة لي جينغلينغ في 30 أكتوبر 2021، في يو إف سي 267. وفاز بالنزال عن طريق الإخضاع الفني، مما أدى إلى فاقدًا لي جينغلينغ للوعي بخنق خلفي عارٍ في الجولة الأولى. أكسبه هذا الفوز جائزة أداء الليلة الرابعة على التوالي.
واجه شيماييف غيلبرت بورنس في يو إف سي 273 في 9 أبريل 2022. فاز شيماييف بالنزال بقرار القضاة بالإجماع، وهو أول فوز بقرار القضاة في مسيرته. حصل النزال على جائزة قتال الليلة. أكسبه النزال أيضًا المركز الأول في جائزة كريبتو.كوم مكافأة المعجبين لليلة.
كان من المقرر أن يواجه شيماييف نات دياز في 10 سبتمبر 2022 في الحدث الرئيسي ليو إف سي 279. في الأوزان، كان وزن شيماييف 178.5 رطلاً، أي سبعة ونصف رطل فوق حد القتال في وزن الوسط. نتيجة لفقدان الوزن، تمت إزالة شيماييف من نزال الحدث الرئيسي ضد دياز، وبدلاً من ذلك واجه كيفن هولاند في الحدث الرئيسي المشترك في نزال بوزن 180 رطل. كانت هولاند مستعد بالفعل للنزال بوزن 180 رطل ضد دانيال رودريغيز على البطاقة. فاز شيماييف بالنزال عن طريق خنق دآرس في الجولة الأولى.
بعد غياب لمدة عام واحد، كان من المقرر أن يواجه شيماييف المنافس السابق على لقب الوزن المتوسط باولو كوستا في 21 أكتوبر 2023، في يو إف سي 294. ومع ذلك، بسبب الجراحة التي أجبرت كوستا على الانسحاب من النزال، أصبح شيماييف الآن جاهزًا لمواجهة بطل وزن الوسط السابق في يو إف سي كامارو عثمان. فاز في بالنزال بقرار القضاة بالأغلبية.
كان من المقرر أن يواجه شيماييف بطل يو إف سي للوزن المتوسط السابق روبرت ويتيكر في 22 يونيو 2024، في حدث يو إف سي على إيه بي سي 6. ومع ذلك، فقد اضطر إلى الانسحاب من النزال بسبب المرض وحل محله إكرام أليسكروف.
انتهى الأمر بشيماييف بمواجهة روبرت ويتيكر في 26 أكتوبر 2024 في حدث يو إف سي 308. فاز بالنزال من خلال إخضاع كرنك الوجه في الجولة الأولى مما أدى إلى خلع فك ويتيكر. أكسبه هذا النزال مكافأة أداء الليلة الأخرى.

#### بطل يو إف سي للوزن المتوسط
واجه شيماييف دريكوس دو بليسي على لقب بطولة يو إف سي للوزن المتوسط في 16 أغسطس 2025 في حدث يو إف سي 319. فاز بالنزال واللقب عن طريق قرار القضاة بالإجماع. حصل شيماييف على مكافأة أداء الليلة السادسة بفضل هذا الفوز.

## التدريب
تدرب شيماييف في مركز كل النجوم للتدريب في ستوكهولم، السويد منذ أن كان عمره 23 عامًا. انتقل إلى هناك لبدء مسيرته في الفنون القتالية المختلطة في عام 2017، بعد أن عاش سابقًا في مدينة سويدية أخرى، كالمار، حيث تدرب في نادي المصارعة المحلي. يواصل حمزة التدريب جنبًا إلى جنب مع مقاتلي يو إف سي الحاليين والسابقين مثل ألكسندر غوستافسون وإلير لطيفي ورضا مدادي، وكان الأخير هو مدربه الرئيسي.
في عام 2022، تواصل شيماييف ومنافس لقب يو إف سي دارين تيل للتدرب مع بعضهما البعض، مع وصول تيل إلى ستوكهولم في فبراير، ومنذ ذلك الحين يتدربان في مركز تدريب كل النجوم ويصوران المحتوى على يوتيوب وبلوكاسيت.
في مقابلة، كشف شيماييف أنه يتدرب ما يصل إلى خمس مرات يوميًا في ذروة معسكرات التدريب، ومرتين إلى ثلاث مرات عندما لا يكون لديه أي نزالات قادمة.

## أسلوب القتال
غالبًا ما يستخدم شيماييف مصارعته الحرة في نزالاته لإسقاط خصومه على الأرض. بمجرد أن يصبح في وضع السيطرة، فإنه يستخدم تقنيات مختلفة للسيطرة على خصومه وإنزال الضربات الثقيلة أو السعي إلى الإخضاع، مع فرض وزنه عليهم. غالبًا ما تتم مقارنة مصارعته مع مصارعة حبيب نورمحمدوف، نظرًا لتشابه التقنيات، مثل قفل الأيدي وربط الساقين. فيما يتعلق بالضربات، سدد شيماييف 192 ضربة مقابل ضربتين في أول نزالين له في يو إف سي باستخدام هذه الإستراتيجية. أثبت شيماييف أيضًا فعاليته على الحلبة الإقليمية أيضًا، بفوزه السريع على بطل المصارعة السابق مرتين في رابطة مدرسة جورجيا الثانوية سيدني ويلر بعد أن هزمه في رحلة خارجية.
بالإضافة إلى قدراته في المصارعة، يسدد شيماييف لكمات أيضًا في نزالاته. على الرغم من أن ضرباته لا تزال غير معروفة نسبيًا ولم يتم اختبارها، إلا أنها تتضمن قوة ضربة قاضية ثقيلة من الموقف التقليدي أثناء استخدام الملاكمة التقليدية والركلات المختلطة. كما أنه يستخدم مصارعته لإعداد ضرباته عن طريق الخداع بعمليات إسقاط مختلفة والعكس صحيح. باستخدام قوته ضربه، تمكن تشيماييف من إنهاء المخضرم في يو إف سي جيرالد ميرشارت في 17 ثانية بلكمة واحدة. لقد استخدمها سابقًا لإسقاط الخصوم السابقين على الحلبة الإقليمية، بما في ذلك بطل العالم السابق في السامبو القتالي إكرام أليسكروف.

## الحياة الشخصية
لحمزة شقيق أكبر اسمه أرتور، يُنافس في المصارعة الحرة. يمثل حمزة السويد في مسابقة الفنون القتالية المختلطة، بعد أن انتقل إلى كالمار عندما كان عمره 19 عامًا. يحمل ندبة ملحوظة على شفته، أصيب بها وهو في الثانية من عمره عندما سقط على سلالم خرسانية، مما جعله غير قادر على التنفس بشكل صحيح من خلال فتحة أنفه. حمزة مقرب من الزعيم الشيشاني رمضان قديروف، وقد منحه الأخير سيارة مرسيدس-بنز، وحطمها بعد أشهر. يُزعم أيضًا أن قديروف أقنع حمزة بعدم الاعتزال في مارس 2021 والعودة إلى الشيشان، مما أدى إلى تكهنات في وسائل الإعلام حول ما إذا كان حمزة قد أجبر على القيام بذلك.
قبل أن يبدأ المنافسة بشكل احترافي، عمل في مصنع دواجن في كالمار وقام أيضًا بأعمال أمنية.
تعرض حمزة لمرض فيروس كورونا في ديسمبر 2020 وعانى من الأعراض المزمنة التي تطلبت دخوله إلى المستشفى عدة مرات وإلغاء النزال المقرر له.
شيماييف قريب من زملائه مقاتلي الفنون القتالية المختلطة دارين تيل وجاك هيرمانسون.
حصل شيمايف على جنسية الإمارات العربية المتحدة في يناير 2025.

### ارتباطه مع رمضان قديروف
شيماييف مقرب من الزعيم الشيشاني رمضان قديروف. أهدى قديروف شيماييف سيارة مرسيدس-بنز، التي تحطمت بعد أشهر. ويُزعم أيضًا أن قديروف أقنع شيماييف بعدم الاعتزال في مارس 2021 والعودة إلى الشيشان، مما أدى إلى تكهنات في وسائل الإعلام حول ما إذا كان شيماييف قد أُجبر على القيام بذلك. وكان شيماييف حاضرا خلال بث مباشر هدد فيه قديروف بقتل قاصر انتقد حكمه القمعي. تشاجر شيماييف أيضًا مع قديروف، وظهر في عدة جلسات تصوير مع قديروف. في مارس 2022، انتقد المنشقون الشيشان ارتباط شيماييف المستمر قديروف بسبب حكمه القمعي لجمهورية الشيشان. وفي عام 2022 أيضًا، بدأ شيماييف في تدريب ابني قديروف المراهقين، زليمخان (علي) وآدم. لقد كان في زاوية علي في أول ظهور احترافي له في فنون القتال المختلطة في إيه سي إيه 150 في ديسمبر، ورافقه إلى يو إف سي 280 في أبو ظبي، وأخذه للتدريب في نمر موياي تاي في تايلاند.
تزوج شيماييف في 21 مايو 2022، في الشيشان وحضر حفل الزفاف الزعيم الشيشاني رمضان قديروف.

## البطولات والإنجازات

### فنون القتال المختلطة
- يو إف سي
- بطولة يو إف سي للوزن المتوسط (مرة واحدة، الحالي)
  - قتال الليلة (مرة واحدة) ضد غيلبرت بورنس[82]
    - تكريمات يو إف سي لأفضل قتال في عام 2022 ضد غيلبرت بورنس[132]

  - أداء الليلة (ست مرات) ضد جون فيليبس، ريس ماكي، جيرالد ميرشارت، لي جينغلينغ، روبرت ويتيكر، ودريكوس دو بليسي[51][54][59][79][94][97]
  - أسرع انتصارات متتالية في العصر الحديث تاريخ يو إف سي (عشر أيام)[133]
    - تكريمات يو إف سي لأفضل ظهور في عام 2020 ضد جون فيليبس[134]

  - أسرع ثلاث انتصارات متتالية في القتال الحديث تاريخ يو إف سي (66 يوم)[135][136]
  - أفضل وافد جديد لعام 2020[137]
- كريبتو.كوم
  - مكافأة المعجبين لليلة ضد غيلبرت بورنس[82]
- اتحاد القتال الشجاع
  - جائزة أفضل ضربة قاضية في الليلة (مرة واحدة) ضد إكرام أليسكروف[138]
- جوائز نورديك لفنون القتال المختلطة – إم إم أفيكينج.كوم
  - توقعات العام 2018[139]
  - أفضل مقاتل ذكر لعام 2020[140]
- إم إم إيه جونكي
  - أقضل ضربة قاضية في شهر سبتمبر 2020 ضد جيرالد ميرشارت[141]
  - الوافد الجديد لهذا العام 2020[142]
- إم إم إيه فايتينغ
  - المقاتل الأكثر تطورًا في عام 2020[143]
- كومبات بريس.كوم
  - المقاتل الأكثر تطورًا في عام 2020[144]
- بي تي سبورت
  - المقاتل الأكثر تطورًا في عام 2020[145]

### المصارعة الحرة
- الاتحاد السويدي للمصارعة
  - 2018 البطولة السويدية، 92 كغ [146]
  - 2016 البطولة السويدية، 86 كغ [25]
  - 2016 بطولة سولاكوب، 86 كغ [147]
  - 2015 بطولة هامرسلاغيت، 86 كغ [148]
  - 2015 البطولة السويدية، 86 كغ [24]
  - 2015 بطولة ليلا مالاركوبين، 86 كغ [149]

## سجل الفنون القتالية المختلطة
| السجل المهني |        |         |
| 15 نزال      | 15 فوز | 0 خسارة |
| ضربة قاضية   | 6      | 0       |
| إخضاع        | 6      | 0       |
| قرار القضاة  | 3      | 0       |

| النتيجة | السجل | الخصم            | الطريقة                               | الحدث                                    | التاريخ        | الجولة | الوقت | المكان                               | الملاحظات                                                                          |
| ------- | ----- | ---------------- | ------------------------------------- | ---------------------------------------- | -------------- | ------ | ----- | ------------------------------------ | ---------------------------------------------------------------------------------- |
| فاز     | 15–0  | دريكوس دو بليسي  | قرار القضاة (بالإجماع)                | يو إف سي 319                             | 16 أغسطس 2025  | 5      | 5:00  | شيكاغو، إلينوي، الولايات المتحدة     | فاز بلقب بطولة يو إف سي للوزن المتوسط. أداء الليلة.                                |
| فاز     | 14–0  | روبرت ويتيكر     | إخضاع (كرنك الوجه)                    | يو إف سي 308                             | 26 أكتوبر 2024 | 1      | 3:34  | أبو ظبي، الإمارات العربية المتحدة    | أداء الليلة.                                                                       |
| فاز     | 13–0  | كامارو عثمان     | قرار القضاة (بالأغلبية)               | يو إف سي 294                             | 21 أكتوبر 2023 | 3      | 5:00  | أبو ظبي، الإمارات العربية المتحدة    | عاد للوزن المتوسط                                                                  |
| فاز     | 12–0  | كيفن هولاند      | إخضاع (خنق برابو)                     | يو إف سي 279                             | 10 سبتمبر 2022 | 1      | 2:13  | لاس فيغاس، الولايات المتحدة          | وزن غير محدد (180 رطل).                                                            |
| فاز     | 11–0  | غيلبرت بورنس     | قرار القضاة (بالإجماع)                | يو إف سي 273                             | 9 أبريل 2022   | 3      | 5:00  | جاكسونفيل، فلوريدا، الولايات المتحدة | قتال الليلة.                                                                       |
| فاز     | 10–0  | لي جينغلينغ      | إخضاع (خنق خلفي عاري)                 | يو إف سي 267                             | 30 أكتوبر 2021 | 1      | 3:16  | أبو ظبي، الإمارات العربية المتحدة    | أداء الليلة.                                                                       |
| فاز     | 9–0   | جيرالد ميرشارت   | الضربة القاضية (باللكمات)             | يو إف سي ليلة القتال: كوفينغتون ضد وودلي | 19 سبتمبر 2020 | 1      | 0:17  | لاس فيغاس، نيفادا، الولايات المتحدة  | نزال في الوزن المتوسط. أداء الليلة.                                                |
| فاز     | 8–0   | ريس ماكي         | الضربة القاضية (باللكمات)             | يو إف سي على إي إس بي إن: ويتيكر ضد تيل  | 26 يوليو 2020  | 1      | 3:09  | أبو ظبي، الإمارات العربية المتحدة    | حطم الرقم القياسي لأسرع انتصار في يو إف سي في العصر الحديث (10 أيام). أداء الليلة. |
| فاز     | 7–0   | جون فيليبس       | إخضاع (خنق برابو)                     | يو إف سي على إي إس بي إن: كاتار ضد إيجي  | 16 يوليو 2020  | 2      | 1:12  | أبو ظبي، الإمارات العربية المتحدة    | نزال في الوزن المتوسط. أداء الليلة.                                                |
| فاز     | 6–0   | مزوانديل هلونغوا | إخضاع فني (خنق برابو)                 | اتحاد القتال الشجاع 27                   | 4 أكتوبر 2019  | 2      | 1:15  | أبو ظبي، الإمارات العربية المتحدة    |                                                                                    |
| فاز     | 5–0   | إكرام اليسكيروف  | الضربة القاضية (باللكمات)             | اتحاد القتال الشجاع 23                   | 19 أبريل 2019  | 1      | 2:26  | عمّان، الأردن                         |                                                                                    |
| فاز     | 4–0   | سيدني ويلر       | الضربة القاضية (من إخضاع إلى اللكمات) | اتحاد القتال الشجاع 20                   | 22 ديسمبر 2018 | 1      | 0:35  | حيدر آباد، الهند                     | نزال في الوزن المتوسط.                                                             |
| فاز     | 3–0   | ماركو كيسيتش     | الضربة القاضية (باللكمات)             | اتحاد القتال الشجاع 18                   | 16 نوفمبر 2018 | 1      | 3:12  | المنامة، البحرين                     | الظهور الأول في وزن الوسط.                                                         |
| فاز     | 2–0   | أولي ماغنور      | إخضاع (خنق خلفي عاري)                 | نادي القتال راش 3                        | 18 أغسطس 2018  | 1      | 4:23  | فيستيروس، السويد                     | الظهور الأول في الوزن المتوسط.                                                     |
| فاز     | 1–0   | جارد أولفي ساجن  | الضربة القاضية (باللكمات)             | حلبة القتال الدولية الحلقة 14            | 26 مايو 2018   | 2      | 0:05  | أوبسالا، السويد                      | وزن غير محدد (176 رطل).                                                            |

المصدر:

## سجل الفنون القتالية المختلطة للهواة
| السجل المهني |       |         |
| 3 نزال       | 3 فوز | 0 خسارة |
| ضربة قاضية   | 1     | 0       |
| إخضاع        | 2     | 0       |

| النتيجة | السجل | الخصم         | الطريقة                   | الحدث             | التاريخ        | الجولة | الوقت | المكان             | الملاحظات |
| ------- | ----- | ------------- | ------------------------- | ----------------- | -------------- | ------ | ----- | ------------------ | --------- |
| فاز     | 3–0   | عدنان ميوزيك  | الضربة القاضية (باللكمات) | المحارب الشمالي 3 | 14 أبريل 2018  | 1      | 0:57  | نيكوبينغ، السويد   |           |
| فاز     | 2–0   | دانييل جربيتش | إخضاع (خنق المقصلة)       | معركة كاشيو 14    | 18 يناير 2017  | 2      | 2:20  | هلسينغبورغ، السويد |           |
| فاز     | 1–0   | خالد لعلام    | إخضاع (خنق برابو)         | نادي راش للقتال 1 | 10 سبتمبر 2017 | 2      | 2:06  | فيستيروس، السويد   |           |

المصدر:

## نزالات الدفع مقابل المشاهدة
| #  | الحدث        | القتال              | التاريخ       | المكان       | المدينة                          | المبلغ      |
| -- | ------------ | ------------------- | ------------- | ------------ | -------------------------------- | ----------- |
| 1. | يو إف سي 319 | دو بليسي ضد شيماييف | 16 أغسطس 2025 | يونايتد سنتر | شيكاغو، إلينوي، الولايات المتحدة | لم يُعلن عنه |

## سجل المصارعة الحرة
| مباريات حرة للكبار                 | مباريات حرة للكبار | مباريات حرة للكبار | مباريات حرة للكبار | مباريات حرة للكبار | مباريات حرة للكبار                   | مباريات حرة للكبار   |
| النتيجة                            | السجل              | الخصم              | الحصيلة            | التاريخ            | الحدث                                | المكان               |
| ---------------------------------- | ------------------ | ------------------ | ------------------ | ------------------ | ------------------------------------ | -------------------- |
| فاز                                | 24–0               | جاك هيرمانسون      | 8–0                | 19 نوفمبر 2021     | ليلة قتال البلدغ 9                   | غوتنبرغ، السويد      |
| المواطنون السويديون 2018 على 92 كغ |                    |                    |                    |                    |                                      |                      |
| فاز                                | 23–0               | ألبين فريد         | 7–0                | 3 يونيو 2018       | بطولة المصارعة الوطنية السويدية 2018 | أورنشولدسفيك، السويد |
| فاز                                | 22–0               | توبياس ماتيسين     | السقوط الفني 10–0  | 3 يونيو 2018       | بطولة المصارعة الوطنية السويدية 2018 | أورنشولدسفيك، السويد |
| فاز                                | 21–0               | أوسكار هيلم        | السقوط الفني 10–0  | 3 يونيو 2018       | بطولة المصارعة الوطنية السويدية 2018 | أورنشولدسفيك، السويد |
| فاز                                | 20–0               | فريد تيموري        | السقوط الفني 10–0  | 3 يونيو 2018       | بطولة المصارعة الوطنية السويدية 2018 | أورنشولدسفيك، السويد |
| المواطنون السويديون 2016 على 86 كغ |                    |                    |                    |                    |                                      |                      |
| فاز                                | 19–0               | علي رضا رضائي      | السقوط الفني 10–0  | 10 يوليو 2016      | بطولة المصارعة الوطنية السويدية 2016 | نورشوبينغ، السويد    |
| فاز                                | 18–0               | أنطون كارلسون      | السقوط الفني 10–0  | 10 يوليو 2016      | بطولة المصارعة الوطنية السويدية 2016 | نورشوبينغ، السويد    |
| فاز                                | 17–0               | فريدريك ألمين      | سقط                | 10 يوليو 2016      | بطولة المصارعة الوطنية السويدية 2016 | نورشوبينغ، السويد    |
| سولاكوب 2016 على 86 كغ             |                    |                    |                    |                    |                                      |                      |
| فاز                                | 16–0               | هنريك مارتينجارد   | السقوط الفني 12–2  | 7 مايو 2015        | سولاكوب 2016                         | كارلستاد، السويد     |
| فاز                                | 15–0               | كريستيان نيلسن     | سقط                | 7 مايو 2015        | سولاكوب 2016                         | كارلستاد، السويد     |
| هاماشلوغت 2015 على 86 كغ           |                    |                    |                    |                    |                                      |                      |
| فاز                                | 14–0               | كريستيان نيلسن     | سقط                | 26 سبتمبر 2015     | هامرسلاغ 2015                        | هالستهامر، السويد    |
| فاز                                | 13–0               | سفين إنجستروم      | السقوط الفني 10–0  | 26 سبتمبر 2015     | هامرسلاغ 2015                        | هالستهامر، السويد    |
| فاز                                | 12–0               | مارتن ساندين       | السقوط الفني 10–0  | 26 سبتمبر 2015     | هامرسلاغ 2015                        | هالستهامر، السويد    |
| فاز                                | 11–0               | فريد تيموري        | السقوط الفني 10–0  | 26 سبتمبر 2015     | هامرسلاغ 2015                        | هالستهامر، السويد    |
| المواطنون السويديون 2015 على 86 كغ |                    |                    |                    |                    |                                      |                      |
| فاز                                | 10–0               | نايب إيلالاداييف   | السقوط الفني 12–2  | 4 يوليو 2015       | بطولة المصارعة الوطنية السويدية 2015 | سوندسفال، السويد     |
| فاز                                | 9–0                | فيليب كرانتز       | 4–0                | 4 يوليو 2015       | بطولة المصارعة الوطنية السويدية 2015 | سوندسفال، السويد     |
| فاز                                | 8–0                | سفين إنجستروم      | سقط                | 4 يوليو 2015       | بطولة المصارعة الوطنية السويدية 2015 | سوندسفال، السويد     |
| فاز                                | 7–0                | ماتياس بالكيفارن   | سقط                | 4 يوليو 2015       | بطولة المصارعة الوطنية السويدية 2015 | سوندسفال، السويد     |
| فاز                                | 6–0                | سيمون براندستروم   | السقوط الفني 10–0  | 4 يوليو 2015       | بطولة المصارعة الوطنية السويدية 2015 | سوندسفال، السويد     |
| 2015 ليلا مالاركوبين على 86 كغ     |                    |                    |                    |                    |                                      |                      |
| فاز                                | 5–0                | نايب إيلالاداييف   | السقوط الفني 14–4  | 3-4 فبراير 2015    | ليلا مالاركوبين 2015                 | فيستيروس، السويد     |
| فاز                                | 4–0                | سامويل ثاكن        | سقط                | 3-4 فبراير 2015    | ليلا مالاركوبين 2015                 | فيستيروس، السويد     |
| فاز                                | 3–0                | بيلي جرانبرج       | سقط                | 3-4 فبراير 2015    | ليلا مالاركوبين 2015                 | فيستيروس، السويد     |
| فاز                                | 2–0                | إدغار مراد         | السقوط الفني 12–0  | 3-4 فبراير 2015    | ليلا مالاركوبين 2015                 | فيستيروس، السويد     |
| فاز                                | 1–0                | اميل برتزيل        | السقوط الفني 12–0  | 3-4 فبراير 2015    | ليلا مالاركوبين 2015                 | فيستيروس، السويد     |

## وصلات خارجية
- حمزة شيماييف على موقع يو إف سي (الإنجليزية)
- حمزة شيماييف على موقع شيردوغ (الإنجليزية)
- حمزة شيماييف على موقع Tapology.com (الإنجليزية)
- حمزة شيماييف على موقع فايت ماتريكس (الإنجليزية)